# Epic Movie
Epic Movie (no Brasil, Deu a Louca em Hollywood) é um filme americano de 2007, do gênero comédia, que parodia vários outros filmes famosos. Foi dirigido por Jason Friedberg e Aaron Seltzer, os mesmo que juntos dirigiram paródias como Date Movie e Meet the Spartans.

## Sinopse
A história segue a mesma linha da história do filme As Crônicas de Nárnia, onde quatro orfãos descobrem, dentro de um armário, um mundo secreto chamado, em Epic movie, de "Gnárnia", "com um 'G' mudo por causa de direitos autorais" (sic). No filme, cada um dos orfãos se encontram em situações e lugares diferentes, cada um deles tem a sorte de encontrar um "Bilhete Dourado" e acabam se encontrando na entrada da fábrica de chocolate de Willy Wonka (Crispin Glover).
A história começa mostrando Lucy (Jayma Mays), uma dos quatro orfãos, que foi criada pelo curador (David Carradine) do Museu do Louvre, ela corre enquanto Silas (Kevin Hart) mata o curador, este, antes de morrer, dá a dica para Lucy, através da dança de rua, onde o Bilhete Dourado pode ser encontrado, mas Silas ainda quer matá-la também ela corre e ele tenta dar um chute voador nela mas o salto dela quebra, e o silas voa com tudo na maquina de chocolates.
O segundo orfão é Edward (Kal Penn), refugiado em um lar de orfãos no México. Após Nacho Libre (Jareb Dauplaise) colocar um animal morto como comida em seu prato, Edward se revolta, reclamando do lugar e daquela vida. Nacho Libre manda então Chanchito (Rico Rodriguez) ensinar a ele uma lição de humildade. Após apanhar dele no estilo lucha libre, Chanchito o arrasta pela mesa, onde Edward adquire um Bilhete Dourado de um dos Amigos e é então atirado pela janela.
A terceira orfã é Susan (Faune A. Chambers), que havia acabado de ser adotada por "Brangelina". Durante a viagem para a casa de seus novos pais, seu avião é atacado por cobras venenosas. Samuel L. Jackson (James walker Sr.), após repetir várias vezes a mesma frase ("I have had it with these goddamn snakes on this goddamn plane!") várias vezes, atira Susan do avião, por esta estar pedindo ajuda a ele e pedindo para parar de repetir, esta então cai sobre Paris Hilton, onde acha o Bilhete Dourado dentro de sua bolsa;
O quarto e último orfão é Peter (Adam Campbell) um estudante de uma escola para mutantes, onde, até entre os rejeitados da sociedade, é um rejeitado. Após ser humilhado por membros dos X-Men, como o Wolverine (Vince Vieluf), acaba batendo na porta de um escaninho que Magneto (Jim Piddock) abriu. Do escaninho cai o Bilhete Dourado. Os quatro orfãos visitam uma fábrica de chocolate e, após terem sido "marcado" por Willy, tropeçam em um guarda-roupa encantado que os transporta à terra de Gnárnia.

## Elenco
- Jayma Mays (Lucy)
- Kal Penn (Edward)
- Adam Campbell (Peter)
- Faune A. Chambers (Susan)
- Jennifer Coolidge (Branquela Perversa / Rameira Branca)
- Lauren Conrad (LC de Laguna Beach: The Real Orange County)
- Crispin Glover (Willy)
- Tony Cox (Bink)
- Héctor Jiménez (Sr. Tumnus)
- Darrell Hammond (Capitão Jack Swallows)
- Fred Willard (Aslo)
- Kevin McDonald (Harry Potter)
- George Alvarez (Ron)
- Crista Flanagan (Hermoine)
- Dane Farwell (Dumbledore)
- Carmen Electra (Mística)
- Tad Hilgenbrink (Ciclope)
- Jim Piddock (Magneto)
- Vince Vieluf (Wolverine)
- Kahshanna Evans (Tempestade)
- Lindsey Kraft (Vampira)
- Jareb Dauplaise (Nacho Libre)
- Rico Rodriguez (Chanchito)
- Danny Jacobs (Borat)
- Shawn McDonald (P. Diddy Faun)
- Katt Williams (Harry Beaver)
- Darko Belgrade (James Bond)
- Kevin Hart (Silas)
- Sabi Dorr (Blacksmith)
- David Lehre (Ashton Kutcher)
- James Walker Sr. (Samuel L. Jackson)
- Taylor Cordele (Kanye West)
- Alla Petrou (Paris Hilton)
- Gregory Jbara (Mel Gibson)
- Anwar Burton (Michael Jackson)
- David Carradine (Curador do museu)
- Dana Seltzer (Aeromoça)

## Recepção

### Crítica
Epic Movie foi criticado duramente pelos críticos cinematográficos. No Rotten Tomatoes, detém uma aprovação de 2% com base em 64 avaliações, com uma nota média de 2,3 / 10. O consenso crítico do site diz: "Uma comédia grosseira com nada de novo ou perspicaz para dizer sobre os assuntos que satiriza". No Metacritic, o filme tem uma pontuação de 17 em 100 com base em 17 críticos, indicando "maioritariamente odiado". O público pesquisado pelo CinemaScore deram-lhe uma nota média de "C-" em uma escala A + a F.
Mick LaSalle, do San Francisco Chronicle, afirmou que "apenas um completo idiota poderia pensar que Epic Movie é remotamente engraçado ou que vale a pena ser feito" e descreveu-o como "tão desprovido de qualquer coisa que se assemelhe a sagacidade ou inspiração"; ele se perguntou: "O que os autores e cineastas estavam pensando?".